# Arjípovskoye
Arjípovskoye (del ruso: Архи́повское) es un jútor del raión de Beloréchensk del krai de Krasnodar, en Rusia. Se sitúa junto al límite con Adiguesia, en la orilla izquierda del río Psenafa, tributario por la izquierda del Labá, afluente del río Kubán, frente a Verbin y Amosov, 27 km al norte de Beloréchensk y 67 km al este de Krasnodar, la capital del krai. Tenía 471 habitantes (2011).
Pertenece al municipio Shkólnenskoye.